# Praxis
Praxis er TV 2 Nyhedernes sundhedsmagsin der sendes hver tirsdag kl 20.50 på TV 2. Programmet blev sendt første gang i 2008.
Programmet, der har Cecilie Beck som vært, ser hver uge nærmere på sundheden i de danske familier.
Programmets mål er at se på alle de områder, der påvirker vores sundhed. Skolemad, vagtlæger, skønhedsoperationer, kost, kosmetik og kemikalier. Praxis dyrker den klassiske journalistisk afdækkende historie, vi eksperimenterer med for eksempel motion, kost og tilsætningsstoffer. Praxis inddrager også seerne og går efter en tæt kontakt med dem via sund.tv2.dk. Praxis har undersøgt ting som: hvad der sker, når den samme patient besøger fem forskellige tandlæger. Programmet kontrollerer, om sygehusvæsnet lever op til det, politikerne lover os – og vi leder efter svar på, hvordan vi bedst og nemmest får et sundere liv.
Praxis tjekker også "ugens sundhedsmyte": Skader det f.eks. børns øjne at sidde tæt på fjernsynet, afslører gravides maveform, hvilket køn barnet har – og bliver man sulten af sodavand.
Sundhedsmagsinet har dog også en konkurrent på DR1 hvor kanalen sender sundhedsmagsinet Ha' det godt med Peter Qvortrup Geisling og Marianne Florman.